# 矢羽勝幸
矢羽 勝幸（やば かつゆき、1945年3月25日 - ）は、日本の俳文学者。専門は近世中期・後期の俳諧、特に小林一茶、加舎白雄の研究で知られる。小林一茶研究の第一人者である。二松学舎大学文学部客員教授。俳文学会常任委員。

## 経歴
長野県小県郡県村西海野（現・東御市）生まれ。長野県屋代高等学校を経て、1969年、國學院大學文学部日本文学科卒業。1980年、『一茶全集』（共編・信濃毎日新聞社）により文部大臣賞、毎日出版文化賞受賞。長野県内各地の高校教諭を務めたのち、1985年、国立長野高専専任講師（のち助教授）、1988年、上田女子短期大学助教授（のち教授）、1992年、二松学舎大学文学部助教授、1994年、同教授。2015年定年退任。そのほか國學院大學、立教大学などの講師も務めた。
1978年『一茶全集』（丸山一彦らと共編）により文部大臣賞・毎日出版文化賞を受賞。2013年『鴛鴦俳人　恒丸と素月』（二村博と共著）により文部科学大臣賞を受賞。同年、長野県上田市より文化功労表彰。2018年、信毎賞を受賞。
俳句の実作では、石原八束に指導を受けた。句集に『曲川集』（私家版）がある。

## 著書
- 『信濃文芸史話』風景社、1979.
- 『姨捨・いしぶみ考』風景社、1983.2
- 『姨捨山の文学』信濃毎日新聞社、1988
- 『佐久の俳句史』櫟、1989.1
- 『俳人加舎白雄伝』郷土出版社、1989
- 『俳人白雄・人と作品』信濃毎日新聞社、1990
- 『信濃の一茶――化政期の地方文化』中公新書、1994
- 『一茶新攷』若草書房、1995
- 『一茶大事典』大修館書店、1995
- 『書簡による近世後期俳諧の研究 「俳人の手紙」正続編注解』 (日本書誌学大系) 青裳堂書店、1997
- 『『三愚集』解説』郷土出版社、1998
- 『小林一茶――人と文学』勉誠出版、2004
- 『一茶の新研究 人と文学』東洋書院、2004
- 『正岡子規 (コレクション日本歌人選）』 笠間書院、2012
- 『俳人榎本星布 研究と資料』ブイツーソリューション、2012
- 『姨捨山の文学 続』千曲市教育委員会、2012
- 『「あるがまま」の俳人一茶』（NHKシリーズ. カルチャーラジオ）NHK出版、2013
- 『四季の一茶』信濃毎日新聞社、2014
- 『俳人鈴木道彦の生涯と作品』、私家版、2014
- 『漂泊の俳人常世田長翠』ブイツーソリューション、2015
- 『四季の一茶 続』信濃毎日新聞社、2015
- 『俳人五仲庵有節』ブイツーソリューション、2017
- 『新資料による一茶・白雄とその門流の研究』花鳥社 、2023

### 編纂・校訂
- 『加舎白雄全集』国文社、1974、1975 『増補改訂加舎白雄全集』 国文社、2008
- 『一茶全集』宮脇昌三共校注　信濃毎日新聞社、1976-1980
- 『江戸時代の信濃紀行集』編. 信濃毎日新聞社、1984
- 『一茶新資料集 信州向源寺』編. 信濃毎日新聞社、1986
- 『おらが春 (和泉書院影印叢刊 編. 和泉書院、1986
- 『一茶の総合研究』信濃毎日新聞社、1987
- 『信州の俳画』編. 郷土出版社、1987
- 『信州ゆかりの俳人真筆集成』編. 郷土出版社、1990
- 『板画人恋抄』森貘郎 板画・編集, 加舎白雄 句, 矢羽文. 板遊舎、1990
- 「新出近世俳人書簡集』編著. 和泉書院、1991
- 『父の終焉日記・おらが春・他一篇』岩波文庫、1992
- 『長野県俳人名大辞典』郷土出版社、1993
- 『一茶発句総索引』滝澤貞夫, 二澤久昭, 梅原恭則, 戸谷精三共編. 信濃毎日新聞社、1994
- 『雪五尺 四季の一茶』ジョイ・ノルトン共著. 信濃毎日新聞社、1994
- 『一茶事典』おうふう、1995
- 『一茶の文学』編. おうふう、1995
- 『俳人の手紙 図版 続』 (日本書誌学大系 編. 青裳堂書店、1995.6
- 『榎本星布尼句集』古典文庫、1998
- 『俳人藤森素檗全集』二村博共編著. 信濃毎日新聞社、1998
- 『俳人塩田冥々―人と作品』象山社、2003
- 『束松露香の大正六年日記 一茶を発掘した文人の三六五日』校注・解説. 信濃毎日新聞社、2003
- 『近世信濃俳人・俳句全集』田子修一共編著. 象山社、2004
- 『湯薫亭一茶新資料集』湯本五郎治共編著. ほおずき書籍、2005
- 『一茶を知る一茶を書く』笠原聖雲 書. ほおずき書籍、2008
- 『鴛鴦俳人 恒丸と素月』二村博共著. 歴史春秋出版、2012
- 『俳人今井柳荘と善光寺の俳人たち』田子修一, 中村敦子共著. ほおずき書籍、2017